# Aeneis

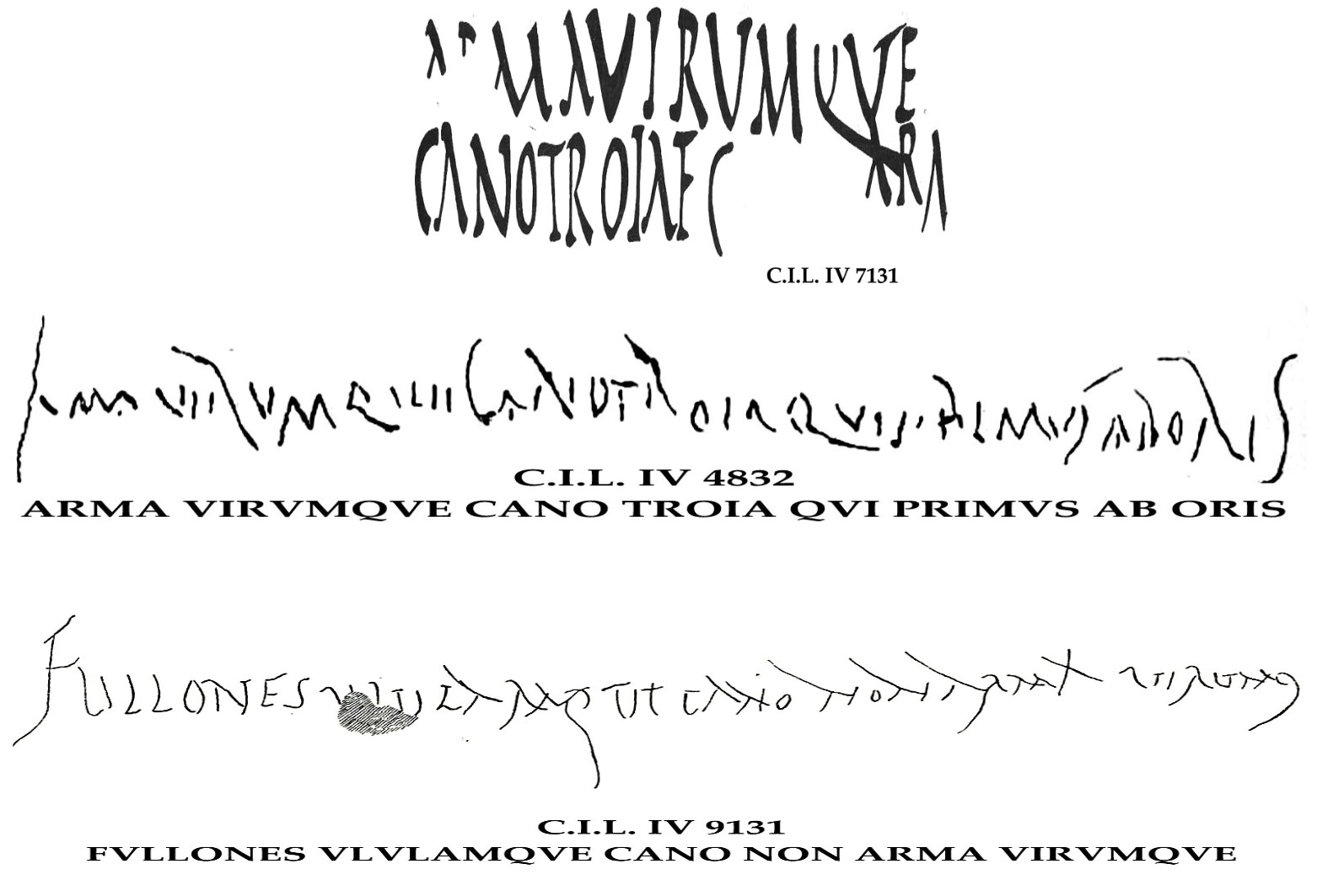
Pompei falfirkák az Aeneisből vett részletekkel (illetve azok parafrázisaival, paródiájával).

Az Aeneis (ejtsd: aineisz [restituált], éneisz [erasmida]) Vergiliusnak tulajdonított Kr. e. I. századi eposz, amelyen költője Kr. e. 29-től egészen Kr. e. 19-ben bekövetkezett haláláig dolgozott.

## Történet
Hatalmas művét, amelyen Vergilius tizenegy éven át dolgozott, végrendeletében elégettette volna. Augustus császárnak a végrendelet végrehajtójához intézett parancsa mentette meg a művet a tűzbevetéstől. Vergilius döntésének oka az volt, hogy úgy vélte, még mindig nem ért el az írásművészet oly magas csúcsára, hogy témáját, Aeneas (magyar fonetikus átírással Éneász) történetét méltóképp megénekelhesse. E művében – amely a viszontagságok ellenére is többé-kevésbé befejezett állapotban maradt fenn az utókor számára – nagyra törőbb célt tűzött maga elé, mint eddig bármikor: bemutatta a leendő római ereklyék megmentését Trójából, Aeneas útját Itáliába, és győzelmét mindazon hatalmak felett, amelyeknek alapítói tettének ellenszegültek.
A mű terjedelme tizenkét ének, művészien felépítve úgy egészében, mint részleteiben is. Az eposz első felében olvasható Aeneasnak, Venus fiának útja Itália felé, és rögtön az első énekben a cselekmény közepébe cseppenünk: Aeneast, már látótávolságban Itália partjaitól egy vihar visszasodorja Észak-Afrika partjaihoz. A második ének Trója pusztulásáig nyúl vissza, ahonnan Aeneas kíséretével elindul; a harmadik a Szicíliáig megtett utat írja le; a negyedik Karthágó alapítójának, Dido királynőnek nagy elterelő kísértését mutatja be, s azt, hogyan hal meg Dido, miután csábítási kísérletével kudarcot vall; az ötödik a Szicíliában töltött békés időről számol be, amely az Aeneas apja, Anchises tiszteletére rendezett játékokkal telik el. A hatodik a Cumaeből az alvilágba tett utat ábrázolja, ahol feltárul előtte leszármazottjainak jövője. A további hat énekben folynak a harcok Latiumért, azért a földért, ahol az Aneiasz által megalapított Róma erős nemzetté fog emelkedni.
Vergilius az Aeneisben azáltal érte el költészetének legmagasabb fokát, hogy még mélyebben merült el a nyelvben, mint azelőtt. Példa erre a nyolcadik ének befejező sora, amelyen Vergilius ókori kritikusai, a grammatikusok, megbotránkoztak:
Amit itt Aeneas a vállára vesz, az a pajzs, amelyet Vulcanus a leendő Róma történetéből vett képekkel díszített. A valóságban a pajzzsal történik meg az, hogy vállra emelik. Egy másik példa, a hatodik énekből, amelyben Aeneasnak és vezetőjének, a cumaei Sibyllának az alvilágba vezető útját írják le:
Szó szerinti fordításban:
mentek sötéten a magányos éjszakában az árnyakon át…

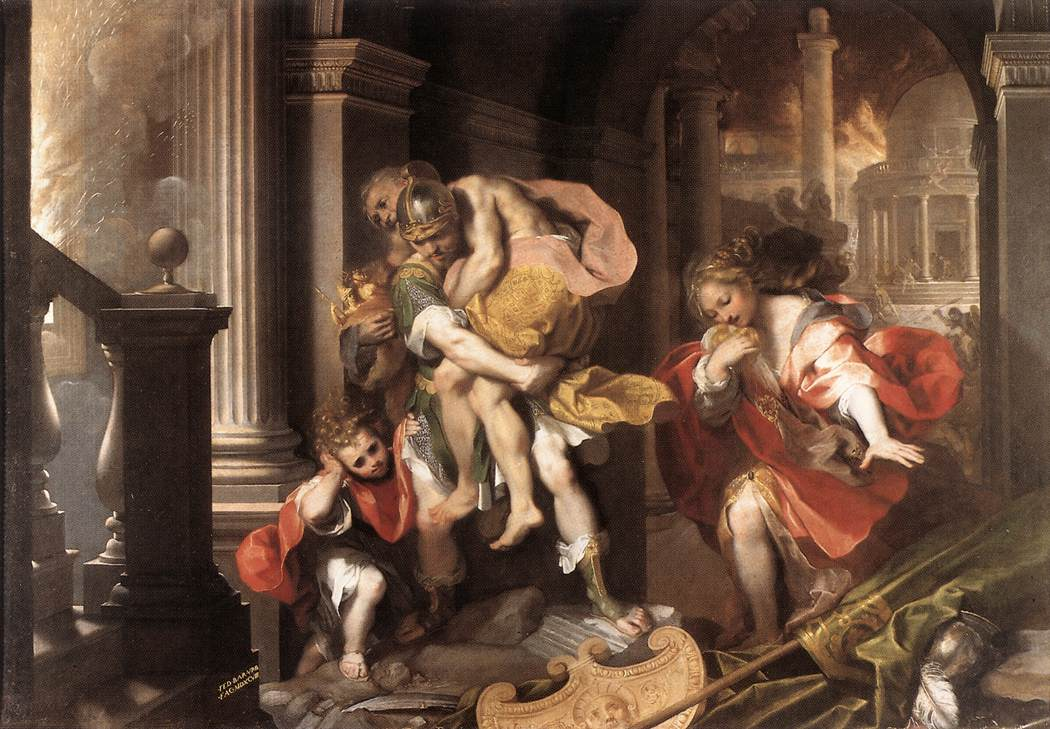
Eneász szökése Trójából. A képet Federico Barocci festette 1598-ban. Borghese Galéria, Róma

A jelzők felcserélése (ki vagy mi volt sötét, illetve magányos) itt nem szónoki játék, hanem annak a közegnek a felhasználása, amelyben a figurák mozognak: tárgy és kifejezés egy és ugyanaz. A harmadik nagyon jó példát mutat be a második énekből, ahol Laocoon sorsát írja le Vergilius, egyetlen sor fejezi ki azt, ahogy Laocoon épp egy bika feláldozásához kezd:
Mi történt a bikával, miután a kígyók megtámadták Laocoont? A bikáról Vergilius nem tesz konkrét említést a mű további részében, de a Laocoon kínlódását leíró részből következtethetünk rá:
A latin eredetiben figyelemre méltó a hangfestés a sok „u” hang által:
Végezetül egy példa a Vergiliusra igen jellemző irónia, nyelvi játékosság köréből: amikor Dido királynő az Aeneas iránti szerelméről beszélve azt mondja:
e megoldás kétértelműségét az 'uni' névmás nemtől független volta teremti meg, amíg a királynő ki nem mondja az utolsó szót, a mondata szó szerint azt jelenti: „Ennek az egynek szívesen alája feküdnék”, amit az olvasó nem érthet másra, csak Aeneasra, akire az 'uni' mindenképpen vonatkozhat. Végső csattanóként azonban a királynő hozzáteszi: „culpae”, és így a mondata azt jelenti: „Ennek az egy bűnös csábításnak szívesen engednék”, és így már a szerelméről beszél. Mindazáltal a szórendet nem tarthatjuk véletlennek, a kicsiny megtorpanás a záró spondeus előtt ezt a szép játékot a szavakkal úgy engedi meg lefordítanunk: „Ennek az egynek (ti. a férfinak) szívesen engednék, de hát az bűn volna”. Jellemző, hogy a szakirodalomban komoly viták folytak arról, hogy vajon tényleg érthette-e így a szerző, mert tudomásunk szerint Rómában a hagyományos testhelyzetben a nő feküdt fölül.

## Magyarul

### 1849-ig
- Virgilius Éneássa, kit Blumauer travestált; átdolg. Szalkay Antal; Alberti Ny., Bécs, 1792
- Magyar Éneis, avagy Virgilius Maro P.-nak Éneás viseltt dolgairól írtt munkája, 1-3. Melleyet magyar versekbe foglalván kiadott Kováts Jósef; Weinmüller Ny., Komárom, 1799–1831
- Magyar Virgilius az az Virgilius Aeneássának némelly darabjai mellyek deák eredeti versekből ugyan annyi számú 's lábú magyar versekbe foglaltattak Nagy János által; Streibig Ny., Győr, 1806
- Virgilius Énéisse, 1-2.; ford. Baróti Szabó Dávid; Doll–Trattner, Bécs–Pest, 1810
- Blumauer áltöltöztetett Aeneise. 1-3. köt. (Virigilis Aeneis travestiert); ford. 's Virgil végső három könyvének áltöltöztetésével megtoldotta WXYZ; Aillaud, Paris, 1833

### 1850–1919
- Virgil Aeneise, 1-2. könyv; ford. Gyurits Antal; Magyar, Pest, 1851
- Virgil Eneisze; ford. Sebők Árpád; Horák, Esztergom, 1860
- P. Maro Virgilius Aeneise; ford. Remete József; Hennicke, Győr, 1863
- Virgilius P. Maro Aeneise; prózaford., bev. Vajdafy József; Eggenberger, Pest, 1867
- Dido királyné. Publius Vergilius Maro Aeneisének 4 első könyve; ford. Barna Ignác; Pesti Könyvny., Bp., 1877
- Vergilius Aeneise, 1-6.; ford., jegyz. Dávid István; Stampfel, Pozsony, 1881–1907 (Tanulók könyvtára)
- Virgil: Éneisz. Hősköltemény, 1-2. köt.; ford., bev., jegyz. Márki József; Bp., Kocsi Ny., 1881
- Vergilius Publius Maro Aeneise; ford., jegyz. Barna Ignác, bev. Némethy Géza; Bp., Akadémia, 1890 (Görög és latin remekírók)
- Szemelvények P. Vergilius Maro Aeneiséből; összeáll., bev., jegyz. Wirth Gyula; Lampel, Bp., 1905
- Vergilius Aeneise; ford. Baróti Szabó Dávid, szövegrevideál. Radó Antal, bev., jegyz. Tóth Rezső; Lampel, Bp., 1907 (Remekírók képes könyvtára)

### 1920–1944
- P. Maro Vergilius "Aeneis" c. eposzának 1. éneke. Az első 207 sor. A gimn. 6. osztályának anyaga; jegyz., szó szerint ford. Pongrátz Elemér; Révai Ny., Bp., 1921 (Bangó tanintézet könyvtára)
- Vergilius Aeneise. I. füz.; ford., jegyz. Aczél Dezső; Uránia, Bp., 1924 (Diákkönyvtár)
- Vergilius Aeneise. IV. füz.; ford., jegyz. Aczél Dezső; Uránia, Bp., 1925 (Diákkönyvtár)
- Vergilius Aeneise. VI. füz.; ford., jegyz., Füzesi Sándor; Aczél, Bp., 1928 (Diákkönyvtár)
- Vergilius Aeneise. III. ének. 1-3. füz.; ford., jegyz., Füzesi Sándor; Aczél, Bp., 1930
- Vergilius P. Maro Aeneise; ford. Csengery János; Délmagyarország Ny., Szeged, 1931

### 1945–
- Aeneis. Eposz; ford., jegyz. Lakatos István, bev. Trencsényi-Waldapfel Imre; Európa, Bp., 1962 (A világirodalom klasszikusai)
- Vergilius eclogái; ford., bibliogr. Lakatos István, utószó, jegyz. Ritoók Zsigmond; Magyar Helikon, Bp., 1963
- Vergilius összes művei; ford., utószó, jegyz. Lakatos István, utószó Borzsák István; Magyar Helikon, Bp., 1967 (Helikon klasszikusok)
- Blumauer: Virgilius Éneássa. 2-3. r.; átdolg. Szalkay Antal; sajtó alá rend. Bánki-Horváth Sándorné Borbély Mária; Szegedi Ny., Szeged, 1967 (Acta Universitatis de Attila József nominatae. Acta antiqua et archaeologica. Kisebb dolgozatok a klasszika-filológia és a régészet köréből)
- Aeneis; ford., előszó, névmutató Kartal Zsuzsa, utószó, jegyz. Szörényi László, tartalmi kivonat Majtényi Zoltán; Kozmosz Könyvek, Bp., 1987 (A világirodalom gyöngyszemei)
- Virgilius poetának Aeneise; ford. Gyárfás István, szöveggond., bev., jegyz. Thimár Attila; Universitas, Bp., 1995 (Historia litteraria)